# 피어스 모건 라이브
피어스 모건 라이브 (Piers Morgan Live)는 래리 킹 라이브의 후속 프로그램이자, 피어스 모건이 진행하였던 CNN의 토크쇼이다. CNN에서 2011년 1월 17일부터 방송되었다. 피어스 모건 라이브는 뉴욕시 타임 워너 센터에서 CNN 스튜디오에서 주로 기록했다.
프로그램인 피어스 모건 투나잇 (Piers Morgan Tonight)은 피어스 모건 라이브 (Piers Morgan Live)의 이전 프로그램이자 동일 프로그램이다.
그리고 2014년 2월 23일 피어스 모건 라이브가 종영된다고 발표하자, 2014년 3월 28일 종영되었다.